# Jadwiga Bogdaszewska-Czabanowska
Jadwiga Bogdaszewska-Czabanowska (ur. 2 października 1932 w Łazach, zm. 27 sierpnia 2013 w Krakowie) – polski dermatolog, prof. dr hab. med., wieloletni kierownik Katedry i Kliniki Chorób Skórnych i Wenerycznych Akademii Medycznej im. Mikołaja Kopernika oraz (po zmianach organizacyjnych) Katedry i Kliniki Dermatologii Collegium Medicum Uniwersytetu Jagiellońskiego. Stanowisko to piastowała w latach 1977–2003, jako następczyni prof. Kazimierza Lejmana. W 1970 uzyskała habilitację na podstawie rozprawy Obraz histopatologiczny wykwitów łuszczycowych w przebiegu leczenia miejscowego (wyd. Akademia Medyczna; Kraków; 1969). 18 października 1993 otrzymała tytuł profesoraPochowana na cmentarzu Rakowickim w Krakowie.
Matka Anny Czabanowskiej-Wróbel.